# Eugen Schmitz
Eugen Schmitz (* 12. Juli 1882 in Neuburg a.d.Donau; † 10. Juli 1959 in Leipzig) war ein deutscher Musikwissenschaftler und -kritiker.

## Leben
Der Nachkomme des Violinvirtuosen, Komponisten und Hofkapellmeisters Louis Spohr studierte in München zunächst Jura, dann Musik und Musikwissenschaft bei Anton Beer-Walbrunn, Adolf Sandberger und Theodor Kroyer. Dort veröffentlichte er schon 1903 den längeren Artikel Zum hundertjährigen Geburtstage Franz Lachner’s in der Münchener Zeitung. Er wurde 1905 zum Dr. phil. promoviert und war Musikkritiker bei der Münchner Allgemeinen Zeitung. Nach einem Studienaufenthalt in Italien wirkte er ab 1909 als Privatdozent in München, wo er sich 1910 in Musikwissenschaft habilitierte, und von 1914 bis 1915 als Direktor des Salzburger Mozarteums fungierte. 1915 ging er nach Dresden, war bis 1939 Musikredakteur der Dresdner Nachrichten und lehrte ab 1916 als Dozent, ab 1918 als außerordentlicher Professor an der Technischen Hochschule Musikwissenschaft. Von 1939 bis 1955 leitete er die Musikbibliothek Peters in Leipzig. Eugen Schmitz trat zum 1. Mai 1933 der NSDAP bei (Mitgliedsnummer 2.442.825) und unterzeichnete im November 1933 das Bekenntnis der Professoren an den deutschen Universitäten und Hochschulen zu Adolf Hitler. Er schrieb für die Dresdner Nachrichten und die nationalsozialistische Zeitschrift Musik im Kriege.

## Schriften
- Zum hundertjährigen Geburtstag Franz Lachner’s. In: Münchener Zeitung vom 2. April 1903–
- Guitarrentabulaturen. In: IMG. Band 35, Nr. 9, 1909.
- Hugo Wolf (= Musiker-Biographien. Band 26), Reclam. Leipzig 1906 (= Universal-Bibliothek. Nr. 4853).
- Richard Strauss als Musikdramatiker. Eine ästhetisch-kritische Studie. München 1907 (Digitalisat).
- Richard Wagner (= Wissenschaft und Bildung. Band 55). Leipzig 1909, 1918.
- Harmonielehre als Theorie, Aesthetik und Geschichte der musikalischen Harmonik (= Sammlung Kösel. Band 49). Kempten/München 1911, 1917.
- Giovanni Pierluigi Palestrina (= Breitkopf & Härtels Musikbücher / Kleine Musikerbiographien). Breitkopf & Härtel, Leipzig 1914.
- Orlando di Lasso (= Breitkopf & Härtels Musikbücher / Kleine Musikerbiographien). Breitkopf & Härtel, Leipzig 1915.
- Musikästhetik (= Handbuch der Musiklehre. Band 13). 1915.
- Richard Wagner wie wir ihn heute sehen. Dresden 1937.
- Schuberts Auswirkung auf die deutsche Musik bis zu Hugo Wolf und Bruckner. Leipzig 1954.
- Orlando di Lasso. Leipzig 1954.
- Giovanni Pierluigi Palestrina. Leipzig 1954.
- Das mächtige Häuflein (= Musikbücherei für jedermann. Nr. 4). Leipzig 1955.
- Unverwelkter Volksliedstil. J. A. P. Schulz und seine „Lieder im Volkston“. Leipzig 1956.